# Académie du jazz
 (mars 2021).
Si vous disposez d'ouvrages ou d'articles de référence ou si vous connaissez des sites web de qualité traitant du thème abordé ici, merci de compléter l'article en donnant les références utiles à sa vérifiabilité et en les liant à la section « Notes et références ».
L'Académie du jazz est une association française régie par la loi française de 1901, créée en 1955, dont le but est de récompenser annuellement les meilleurs artistes et les meilleures productions musicales du monde du jazz.
Ses présidents successifs ont été André Hodeir, Maurice Cullaz, Claude Carrière, François Lacharme. Le président actuel est Jean-Michel Proust
Elle a compté ou compte encore, notamment, parmi ses présidents d'honneur, le poète Jean Cocteau, les compositeurs Georges Auric et Henri Sauguet, le critique musical Charles Delaunay, les violonistes Stéphane Grappelli et André Hodeir, le journaliste Maurice Cullaz, le pianiste Martial Solal, et Frédéric Charbaut, cofondateur du Festival de jazz de Saint-Germain.

## Prix décernés
- Grand Prix de l'Académie du jazz : pour le meilleur disque de l'année, toutes catégories, sélection mondiale.
- Prix du Musicien Européen - Bobby Jaspar : pour le meilleur musicien européen récompensé pour son œuvre.
- Prix du Disque Français : pour le meilleur disque de l'année enregistré par un musicien français.
- Prix Django-Reinhardt : pour un musicien français qui s'est distingué dans l'année.
- Prix du Jazz Classique : pour le meilleur disque ou musicien de l'année relevant d’une expression classique du jazz, sélection mondiale.
- Prix du Jazz Vocal : prix décerné à un disque de jazz vocal, qu'il soit ancien ou récent, inédit ou réédité, sélection mondiale.
- Prix Blues : Prix décerné à un disque de blues, qu'il soit ancien ou récent, inédit ou réédité, sélection mondiale.
- Prix Soul : prix décerné à un disque de gospel, de rhythm and blues ou de soul, qu'il soit ancien ou récent, inédit ou réédité, sélection mondiale.
- Prix de la meilleure réédition ou du meilleur inédit : pour une réédition ou un inédit privilégiant un travail éditorial exceptionnel, sélection mondiale.
- Prix du Livre de Jazz : prix décerné à un livre en langue française, inédit ou réédité, accordant une place centrale au jazz.

Jusqu'en 2003, l'Académie du jazz décernait les prix suivants :
- Prix Boris Vian, qui a été remplacé en 2004 par le Prix du disque français.
- Prix Sidney Bechet, qui a été remplacé en 2004 par le Prix Jazz Classique.

Il existe une version ancienne de l’Académie de jazz (première mouture) qui attribuait un grand prix dont Henri Crolla avec Léo Chauliac et Emmanuel Soudieux furent les plus emblématiques récipiendaires.